# 由利郵便局
由利郵便局（ゆりゆうびんきょく）は、秋田県由利本荘市にある郵便局。
郵便区番号「015-03」の配達を受け持つ。

## 概要
住所：〒015-0399 秋田県由利本荘市前郷堤下いかり37-1

## 郵便区内の無集配郵便局
- 西滝沢郵便局：〒015-0333　秋田県由利本荘市山本下野55-3
- 鮎川簡易郵便局：〒015-0362　秋田県由利本荘市東鮎川岡田186-2
- 吉沢簡易郵便局：〒015-0324　秋田県由利本荘市吉沢吉沢後田26

## 沿革
- 1874年（明治7年）4月1日 - 前郷郵便取扱所として開局[2]。
- 1875年（明治8年）1月1日 - 五等郵便局の前郷郵便局となる[2]。
- 1885年（明治18年）10月1日 - 貯金預所設置[3]。
- 1886年（明治19年）4月26日 - 三等郵便局となる[4]。
- 1896年（明治29年）5月1日 - 郵便為替事務開始[5]。
- 1900年（明治33年）7月1日 - 小包郵便事務開始[6]。
- 1908年（明治41年）11月11日 - 電信事務開始[7]。
- 1914年（大正3年）5月11日 - 火災で類焼[8]。
- 1915年（大正4年）10月11日 - 電話通話事務開始[9]。
- 1922年（大正11年）8月16日 - 本荘前郷間鉄道三等郵便線路開設に伴い、その受渡局となる[10]。
- 1927年（昭和2年）10月16日 - 特設電話加入申請受理開始[11]。
- 1928年（昭和3年）5月1日 - 電話交換業務開始、併せて託送電報も取扱う[12]。
- 1937年（昭和12年）3月11日 - 集配区内に西瀧澤郵便局（三等、無集配）開局[13]。
- 1938年（昭和13年）2月16日 - 集配区内に堰口郵便取扱所設置[14]。
- 1940年（昭和15年）12月1日 - 堰口郵便取扱所を堰口郵便局（三等、無集配）に改定[15]。
- 1950年（昭和25年）10月1日 - 堰口郵便局が羽後鮎川郵便局に改称[16]。
- 1952年（昭和27年）7月28日 - 羽後鮎川郵便局にて電話通話事務開始[17]。
- 1955年（昭和30年）3月 - 東滝沢村が合併し、由利村の郵便局となる[18]。
- 1958年（昭和33年）2月20日 - 西滝沢郵便局の電話交換事務廃止、前郷郵便局が継承[19]。
- 1960年（昭和35年）11月 - 町制施行により、由利町の郵便局となる[18]。
- 1967年（昭和42年）7月1日 - 郵便区内に吉沢簡易郵便局開局[20]。
- 1973年（昭和48年）4月1日 - 由利郵便局に改称[21]。
- 1975年（昭和50年）6月25日 - 電話交換業務廃止、本荘電報電話局に移管[22]。
- 1978年（昭和53年）8月23日 - 西滝沢郵便局の和文電報配達業務廃止、矢島電報電話局に移管[23]。
- 1984年（昭和59年）10月1日 - 風景入通信日附印使用開始[24]。
- 1993年（平成5年）
  - 3月31日 - 羽後鮎川郵便局廃止、由利郵便局が事務継承[25]。
  - 4月1日 - 鮎川簡易郵便局開局[26]。
- 1998年（平成10年）9月7日 - 新局舎にて業務開始[27]。
- 2005年（平成17年）3月22日 - 由利町が合併し、由利本荘市の郵便局となる[18]。
- 2021年（令和3年）4月18日 - 鮎川簡易郵便局が一時閉鎖[28]。

## 周辺
- 由利本荘市消防本部矢島消防署由利分署